# 개자리속
개자리속은 콩과의 여러해살이풀로 이루어진 속이다. 종에 따라 알팔파(스페인어: alfalfa), 루선(lucerne)이라고도 부른다.
키는 1미터까지 자라며, 클로버와 비슷한 자주색 꽃이 핀다. 뿌리는 깊이 4.5미터까지 자라는데, 이 때문에 가뭄에 강하다.
소에게 먹이기 위한 풀이나 건초로 쓰기 위해 많이 재배한다. 알팔파 싹은 미국과 오스트레일리아에서는 샐러드의 재료로 쓴다.
수십여종으로 이루어져 있으며, 한반도에서 자라는 것은 다음 종이다.
- 잔개자리(Medicago lupulina L.)
- 좀개자리(Medicago minima Bartal.)
- 개자리(Medicago polymorpha L.)
- 노랑개자리(Medicago ruthenica (L.) Ledeb.)
- 자주개자리(Medicago sativa L.)